# فرضية هوبف
في مجال الرياضيات، قد يشير مصطلح فرضية هوبف (بالإنجليزية: Hopf conjecture) إلى أحد النصوص الفرضية العديدة المأخوذة من الهندسة التفاضلية والطوبولوجيا المنسوبة لـ هاينز هوبف.

## المتشعبات الريمانية المنحنية بشكل إيجابي
المتشعبة الريمانية المدمجة والبُعدية ذات الانحناء القطاعي تتمتع بخاصية يولر الإيجابية.
بالنسبة للأسطح، تأتي هذه الفرضية من نظرية غاوس-بونيه. بالنسبة للمتشعبات رباعية الأبعاد، ينبع هذا من محدودية المجموعة الأساسية وازدواجية بوانكاريه. وتم إثبات هذه الفرضية للمتشعبات ذات البعد 4k+2 أو 4k+4 التي تتيح عملاً حلقيًا متساوي الأبعاد للنتوء البعدي k، وبالنسبة للمتشعبات M التي تتيح عملاً متساوي الأبعاد لمجموعة لاي المضغوطة G مع المجموعة الفرعية لاتساق الاتجاهات الرئيسية H ومعامل التجانس k، حيث إن
{\displaystyle k-(\operatorname {rank} G-\operatorname {rank} H)\leq 5.}
في إحدى الفرضيات ذات الصلة، يتم استبدال «إيجابي» بـ «غير سلبي».

## المساحات الريمانية المتماثلة
المساحة المتماثلة المضغوطة ذات الرتبة الأكبر من واحد لا تستطيع حمل القياس الريماني للانحناء القطاعي الإيجابي.
على نحو خاص، المتشعبة رباعية الأبعاد S2&times;S2 يجب ألا تتيح قياس ريماني مع انحناء قطاعي إيجابي.

## المتشعبات شبه الكروية
افترض أن M2k هي متشعبة شبه كروية مغلقة لبعد مستوٍ. من ثم، فإن خاصية يولر الخاصة بها تلبي التفاوت
{\displaystyle (-1)^{k}\chi (M^{2k})\geq 0.}
هذا الإصدار الطوبولوجي لفرضية هوبف الخاصة بالمتشعبات الريمانية هو نتاج أفكار وليام ثورستون. وافترض روث تشارني ومايك ديفيس أن نفس التفاوت ينطبق على المتشعبة الإكلودية المقطعية (PE) المنحنية بشكل غير إيجابي.

## مقاييس بلا نقاط اقتران
المقياس الريماني بلا نقاط اقتران على النتوء البعدي من النوع n مسطح."
تم إثباتها بواسطة دي بوراجو وإس إيفانوف 